# Supersanremo
Supersanremo è stato un programma televisivo trasmesso da Italia 1 nel 1984 e 1985.
Come da titolo la trasmissione, condotta da Claudio Cecchetto e Gabriella Golia, nell'arco di due serate riproponeva quasi tutte le canzoni in gara al precedente Festival di Sanremo a circa un mese dalla conclusione. Inoltre vi erano interventi di ospiti musicali e spazi comici.
Dal 2006 vengono replicati da Rete 4 durante il palinsesto notturno del sabato, all'interno del programma Ieri e oggi in TV.

## Supersanremo 1984
Fu trasmesso nelle domeniche del 4 e 11 marzo, con la regia di Guido Stagnaro. Lo spazio comico fu affidato a Gigi Sabani e Pippo Franco, il quale ripropose il brano Pinocchiocchiò; come ospiti internazionali intervennero José Luis Rodríguez, Ilaria Moscato, Gilbert Montagné, David Knopfler e la trasmissione del videoclip del brano State of the Nation, interpretato dagli Industry.
La sigla di testa era composta da un montaggio del backstage del programma, in cui Claudio Cecchetto si recava nei camerini dei cantanti, mostrando loro la scaletta degli interventi; il sottofondo musicale era un riadattamento di Polonaise.
La sigla di coda fu invece il videoclip del brano Victims, eseguita dai Culture Club.
La scenografia allestita era la stessa di Beauty Center Show, andato in onda fino a pochi mesi prima.
Tra i cantanti partecipanti ci furono Al Bano e Romina Power, Toto Cutugno, Fiordaliso, Fiorella Mannoia, Enrico Ruggeri, Drupi, Christian ed Eros Ramazzotti.

## Supersanremo 1985
Fu trasmesso lunedì 4 e martedì 5 marzo, con la partecipazione di Kay Rush per i collegamenti dedicati agli ospiti internazionali e la regia di Antonio Gerotto. Lo spazio comico fu affidato a Gigi e Andrea, Zuzzurro e Gaspare, Carlo Pistarino; tra gli ospiti internazionali Josè Luìs Rodriguez "El Puma", Frankie Goes to Hollywood, Matt Bianco, Village People, Irene Cara,  Spandau Ballet, Sade, Gino Vannelli.
Nella sigla di testa scorreva un montaggio dei programmi trasmessi dalle reti Fininvest, accompagnati dal tema musicale Sorrisi, interpretata dai New Glory; la sigla di coda fu la stessa canzone nella seconda puntata, mentre nella prima il videoclip di Wild boys, interpretata dai Duran Duran.
Durante il programma Claudio Cecchetto annunciò che il Supersanremo 1984 era stato seguito da una media di 18 milioni di telespettatori; inoltre dallo stesso studio e con la stessa scenografia, dal successivo 25 marzo sarebbe stato trasmesso Zodiaco, il nuovo show del lunedì sera.
Tra i cantanti partecipanti ci furono Ricchi e Poveri, Gigliola Cinquetti, Matia Bazar, Fiordaliso, Luis Miguel, Eros Ramazzotti, Zucchero Fornaciari, Franco Simone e Mango.

## Festival di primavera
La formula delle due edizioni è stata riproposta anche nel 1986 e nel 1987 con il titolo Festival di primavera.
Nel 1986 la conduzione fu affidata ai Ricchi e Poveri, vincitori del festival l'anno precedente, e Gabriella Golia; lo spazio comico a Zuzzurro e Gaspare. Nelle due puntate che furono trasmesse il 17 e 18 marzo 1986 parteciparono, tra gli altri, Eros Ramazzotti, Anna Oxa, Fiordaliso, Enrico Ruggeri, Loredana Bertè, Aleandro Baldi, Marcella Bella, Scialpi, Orietta Berti, Righeira. La sigla di apertura era la canzone Dimmi quando dei Ricchi e Poveri, mentre quella di chiusura era Train of thought degli A-ha. Tra gli ospiti internazionali presenziarono il gruppo Spandau Ballet, Falco,  Depeche Mode e Sting.
Nel 1987 andò in onda l'ultima edizione nelle serate del 9 e 10 di marzo con la conduzione di Corrado Tedeschi e Gabriella Golia con la partecipazione di Zuzzurro e Gaspare. Gli interpreti furono Fausto Leali, Toto Cutugno, Al Bano e Romina Power, Fiorella Mannoia, i Ricchi e Poveri, Marcella Bella, Peppino di Capri, Luca Barbarossa, Michele Zarrillo, Mariella Nava e altri. Come ospiti vennero chiamati Spagna, Duran Duran, Europe, The Bangles, Simply Red, Spandau Ballet e Pet Shop Boys. La sigla iniziale era Si può dare di più, intonata da Umberto Tozzi, Gianni Morandi ed Enrico Ruggeri.